# Botres
Botres (altgriechisch Βότρης Bótrēs) war laut Antoninus Liberalis ein Sohn des Eumelos von Theben und Enkel des Eugnotos.
Sein Vater Eumelos war ein Diener Apollons. Bei der Opferung eines Lammes verzehrte Botres das Gehirn des Opfertieres, bevor es auf den Altar gelegt worden war. Eumelos verbrannte deshalb seinen Sohn im Zorn. Um den Schmerz Eumelos’ über den Verlust seines Sohnes zu lindern, verwandelte Apollon Botres in einen Vogel, und zwar einen Bienenfresser.